# Bataille d'Ong Thanh
Guerre du Viêt Nam
Batailles
La bataille d'Ong Thanh est un engagement entre les forces armées américaines et les forces armées vietcongs lors de la guerre du Viêt Nam qui se déroule le 17 octobre 1967.